# グラハム郡 (カンザス州)
グラハム郡（英: Graham County）は、アメリカ合衆国カンザス州の北西部に位置する郡である。2010年国勢調査での人口は2,597人であり、2000年の2,946人から11.8%減少した。郡庁所在地はヒルシティ市（人口1,474人）であり、同郡で人口最大の都市でもある。郡内には、南北戦争後のレコンストラクション時代である1877年に、アフリカ系アメリカ人によって設立され、現在では唯一西部に残っているそのような経歴を持つ町となったニコデムスがある。この町は国立歴史史跡に指定されている。

## 歴史
グラハム郡は1880年に組織化され、郡名は北軍兵士ジョン・L・グラハム大尉に因んで名付けられた。グラハムは1863年9月19日、テネシー州で起きたチカマウガの戦いで戦死した。

## 法と政府
グラハム郡はアルコールを禁じる、すなわち「ドライ」の郡だったが、1986年にカンザス州憲法が修正され、1992年になって住民は投票で個人が嗜むアルコール飲料の販売を承認した。食料販売量に対する制限は付かなかった。

## 地理
アメリカ合衆国国勢調査局に拠れば、郡域全面積は898.67平方マイル (2,327.5 km2)であり、このうち陸地は898.29平方マイル (2,326.6 km2)、水域は0.38平方マイル (0.98 km2)で水域率は0.04%である。グラハム郡はクオーター・セクション（4分の1平方マイル (0.65 km2) の土地）がおよそ3,600あり、コロラド州より東では4番目、ネブラスカ州より南では2番目にその数が多い郡である。西経100度線がほぼ郡の中央を通っている。平均標高は2,700フィート (823 m) である。

### 隣接する郡
- ノートン郡 - 北
- フィリップス郡 - 北東
- ルークス郡 - 東
- エリス郡 - 南東
- トレゴ郡 - 南
- ゴーヴ郡 - 南西
- シェリダン郡 - 西
- ディケーター郡 - 北西

### 国立保護地域
- ニコデムス国立歴史史跡

## 人口動態

人口ピラミッド

以下は2000年の国勢調査による人口統計データである。
| 基礎データ - 人口: 2,946人 - 世帯数: 1,263 世帯 - 家族数: 847 家族 - 人口密度: 1人/km2（3人/mi2） - 住居数: 1,553軒 - 住居密度: 1軒/km2（2軒/mi2） 人種別人口構成 - 白人: 94.91% - アフリカン・アメリカン: 3.22% - ネイティブ・アメリカン: 0.34% - アジア人: 0.27% - 太平洋諸島系: 0.03% - その他の人種: 0.41% - 混血: 0.81% - ヒスパニック・ラテン系: 0.78% 年齢別人口構成 - 18歳未満: 22.5% - 18-24歳: 5.3% - 25-44歳: 23.1% - 45-64歳: 25.4% - 65歳以上: 23.7% - 年齢の中央値: 44歳 - 性比（女性100人あたり男性の人口） - 総人口: 95.1 - 18歳以上: 92.2 | 世帯と家族（対世帯数） - 18歳未満の子供がいる: 27.4% - 結婚・同居している夫婦: 59.5% - 未婚・離婚・死別女性が世帯主: 5.9% - 非家族世帯: 32.9% - 単身世帯: 30.1% - 65歳以上の老人1人暮らし: 16.7% - 平均構成人数 - 世帯: 2.28人 - 家族: 2.84人 収入と家計 - 収入の中央値 - 世帯: 31,286米ドル - 家族: 38,036米ドル - 性別 - 男性: 26,642米ドル - 女性: 18,222米ドル - 人口1人あたり収入: 18,050米ドル - 貧困線以下 - 対人口: 11.5% - 対家族数: 8.6% - 18歳未満: 13.6% - 65歳以上: 10.4% |

## 都市と町

### 法人化された都市
都市名の後の数字は2010年国勢調査での人口を示す。
- ヒルシティ, 1,474 - 郡庁所在地
- ボーグ, 143
- モアランド, 154

## その他の町
- ミルブルック
- ニコデムス
- ペノキー
- セントピーター
- スタッドリー

### 廃止された町
- ファーガン、ゲティスバーグ、ロスコー、スミスフィールド、スプリングフィールド、トーゴ

## 郡区
グラハム郡は13の郡区に分けられている。郡内の都市はどれも「政治的に独立」とは見なされず、郡区の数字の全ては都市の数字を含んでいる。下表で「人口中心」は最大都市であり、特に大きな数字でなければ、郡区の人口に含まれるものである。
| 郡区 | FIPSコード | 人口中心   | 人口  | 人口密度 /km2 (/sq mi) | 陸地面積 km2 (sq mi) | 水域 km2 (sq mi) | 水域率(%) | 座標                                                               |
| --- | ---------- | ---------- | ----- | ---------------------- | -------------------- | ---------------- | --------- | ------------------------------------------------------------------ |
| アロディウム                                                                                            | 01325      |            | 46    | 0 (1)                  | 175 (67)             | 0 (0)            | 0.06%     | 北緯39度29分23秒 西経100度4分42秒 / 北緯39.48972度 西経100.07833度 |
| ブライアント                                                                                            | 08850      |            | 115   | 0 (1)                  | 233 (90)             | 0 (0)            | 0.04%     | 北緯39度11分22秒 西経100度5分7秒 / 北緯39.18944度 西経100.08528度  |
| ゲティスバーグ                                                                                          | 26175      |            | 83    | 0 (1)                  | 227 (88)             | 0 (0)            | 0.04%     | 北緯39度23分11秒 西経100度1分50秒 / 北緯39.38639度 西経100.03056度 |
| グラハム                                                                                                | 27175      |            | 53    | 0 (1)                  | 186 (72)             | 0 (0)            | 0.02%     | 北緯39度31分3秒 西経99度47分51秒 / 北緯39.51750度 西経99.79750度   |
| ハッピー                                                                                                | 29950      |            | 72    | 0 (1)                  | 233 (90)             | 0 (0)            | 0.05%     | 北緯39度12分17秒 西経99度53分7秒 / 北緯39.20472度 西経99.88528度   |
| ヒルシティ                                                                                              | 32200      | ヒルシティ | 1,747 | 16 (41)                | 112 (43)             | 0 (0)            | 0.15%     | 北緯39度22分17秒 西経99度50分29秒 / 北緯39.37139度 西経99.84139度  |
| インディアナ                                                                                            | 34000      |            | 42    | 0 (1)                  | 174 (67)             | 0 (0)            | 0.01%     | 北緯39度29分28秒 西経99度57分59秒 / 北緯39.49111度 西経99.96639度  |
| ミルブルック                                                                                            | 46625      |            | 150   | 1 (2)                  | 159 (62)             | 0 (0)            | 0.04%     | 北緯39度19分1秒 西経99度55分2秒 / 北緯39.31694度 西経99.91722度    |
| モアランド                                                                                              | 48250      |            | 68    | 0 (1)                  | 286 (111)            | 0 (0)            | 0.05%     | 北緯39度13分46秒 西経99度41分15秒 / 北緯39.22944度 西経99.68750度  |
| ニコデムス                                                                                              | 50575      |            | 52    | 1 (2)                  | 84 (32)              | 0 (0)            | 0.03%     | 北緯39度24分40秒 西経99度38分55秒 / 北緯39.41111度 西経99.64861度  |
| パイオニア                                                                                              | 55900      |            | 57    | 0 (1)                  | 161 (62)             | 0 (0)            | 0.02%     | 北緯39度31分1秒 西経99度40分2秒 / 北緯39.51694度 西経99.66722度    |
| ソロモン                                                                                                | 66300      | モアランド | 209   | 1 (3)                  | 159 (61)             | 0 (0)            | 0.01%     | 北緯39度18分57秒 西経100度4分44秒 / 北緯39.31583度 西経100.07889度 |
| ワイルドホース                                                                                          | 79225      | ボーグ     | 252   | 2 (5)                  | 137 (53)             | 0 (0)            | 0.06%     | 北緯39度20分45秒 西経99度40分13秒 / 北緯39.34583度 西経99.67028度  |
| Sources: “Census 2000 U.S. Gazetteer Files”. U.S. Census Bureau, Geography Division. 2012年4月1日閲覧。 |            |            |       |                        |                      |                  |           |                                                                    |

## 教育

### 統一教育学区
- ヒルシティ USD 281、2002年7月1日付けでモアランド統一教育学区280が統合された[7]